# Стеван Бешевић
Стеван Бешевић (Сремска Митровица, 23. август 1868 — Београд, 6. новембар 1942) био је судијски чиновник, адвокат, новинар, уредник сатиричног листа Врач погађач и илустрованих дечјих новина Наш лист, конструктор и градитељ летећих модела.

## Биографија
Стеван Бешевић рођен је у Срему, у Митровици, крајем лета 1868. године. Потиче из православне свештеничке породице из села Баљци код Дрниша. Отац Петар, грађевински радник а затим трговац, као млад се доселио из Далмације у Срем, где је оженио Милеву Њиноверсковић, Стеванову мајку аустријско-пољског порекла.

Стеван је у родном граду завршио основну школу и започео реалну гимназију, коју је потом завршио у очевом завичају у Сплиту. Сарађивао је у српским листовима од 1893. године, најпре у Бранковом колу и задарском Српском гласу. Књижевни рад започиње у Сплиту, где је од 1892. године био судски практикант. Након што се настанио у Сплиту, 1895. оженио се Олгом Питоњеф, Русинком из угледне породице земљопоседника, некадашњих Козака, са којом је већ имао двоје деце, Николу и Петра. Олга је била виолинисткиња, а касније професорка Музичке школе „Станковић" у Београду. У Сплиту је отворио адвокатску канцеларију, а потом и у Дубровнику. Због алегоријске песме Вила и орао из 1894. године, која је била забрањена, одговарао је пред аустроугарском влашћу. 
Након што је добио треће дете са Олгом, Милицу, са породицом се 1896. године преселио у Загреб, због бољих могућности за рад и за школовање деце. У Загребу се родила и Вукосава, четврто дете у породици. У овом периоду, Стеван се бавио новинарством и књижевношћу, а једно време је имао и фотографску радњу. Као велики следбеник Змаја био је један од организатора Змајеве прославе 1899. године у Загребу. Изабран је крајем 1906. године за потпредседника загребачког Друштва за оснивање српских народних књижница. Примао је једно време, као „осиротели књижевник" у Загребу, новчану помоћ од „Задужбине Мијаила и Марије Миливојевића". Године 1911, у немирна времена и предвечерје великих ратова, са породицом се доселио у Београд, како би избегао ратовање на аустроугарској страни против Србије.
Стеван је на почетку Првог светског рата био чиновник Српског Пресбироа, у својству преводиоца. Примљен је децембра 1914. године заједно са супругом Олгом и децом у српско поданство. Повлачио се са српском војском и стигао на Крф 1916. године. Ту је уређивао Српске новине. Стева је био блиски пријатељ и заштитник песника Владислава Петковића Диса. Године 1928. му је званично признато (за године указне службе) да је од 28. августа 1891. па до 28. јуна 1914. године провео као „национални радник". Пензионисан је 1935. године.
Уређивао је више година двонедељни лист Врач, као и илустровани шаљиви календар Врач погађач (од 1906). Био је уредник дечијег Нашег листа у Београду од 1921. године и уредник Службених новина Краљевине Југославије од 1934. до 1941. године. Бавио се и поезијом и за разне часописе писао песме, лирске и сатиричне. За његову поезију, додуше, Урош Џонић рекао је Као песник нема снажнијих акцената у изразу ни дубине у емоцији. Његова поезија је више дескриптивна, одише нечим старинским и конвенционалним. Има нешто успелих песама за децу, али те дечје и хумористично-сатиричне песме (око 1.000) — у доба Змаја или одмах после њега — немају много духа и оштрине. Аутор је задружне химне „Ратарка" (1899).
За време немачког бомбардовања Београда 1941. године тешко је рањен, а у бомбардовању су трагично погинуле супруга Олга и кћерка Милица. Умро је септембра 1942. године у престоничкој болници, од последица повреда.
Деца Стевана Бешевића су Петар, дугогодишњи дописник агенције „Авала” и интендантски официр српске војске у Солуну, кћерка Вукосава, модел Уроша Предића, син Никола Бешевић и кћерка Милица Бешевић, академски сликари.

## Конструктор
Стеван Бешевић био је човек свестраних интересовања и радозналог духа. Осим што је био адвокат и новинар, веома су га привлачиле и књижевност, биологија, филозофија и техника, а бавио се узгред многим наукама. Био је један од првих људи у Србији који су израђивали моделе авиона. Прве моделе израдио је у Загребу и демонстрирао их 1910. године. Загребачке новине Србобран су и 1909. године писале о његовом изуму: Стеван Бешевић, пјесник и припадник Србобрановог круга направио је нови модел, прототип летјелице. Аутор каже да су се стручњаци веома повољно изразили о Соколу који има облик велике птице са раширеним крилима и репом. Жали се да Срби немају вјере у своје људе, који вјерују додуше у напредак, али на томе... раде неки други уди, а не Срби. Касније је наставио рад у Београду, а то демонстрирао 1911. године, где је највише пажње побудио лет модела хеликоптера. После Првог светског рата наставио је са новим моделима једнокрилаца, двокрилаца па и вишекрилаца, а циљ му је био проверавање замисли о усавршавању авиона, те је стекао признања за неколико патената из аеро-наутике. Његови модели су за погон користили гумену траку.

## Дела
Писао је песме од којих је неке објављивала цетињска Луча. Четири песме написане у Сплиту су му објављене 1895.
- Стручак цвијећа у спомен открића споменика неумрлом српском пјеснику Ивану Гундулићу, Сплит 1893;
- Нове пјесме, Сплит 1894;
- Пјесме III, Сплит 1894;
- Побратими, родољубива драма, Дубровник 1895; драма у три чина, објавила ју је Луча.[16] Посвећена је српској далматинској омладини.[17]
- Слобода и живот, Споменица Светозару Милетићу, Загреб 1896;
- Моји записници, слике и успомене, Загреб 1897;
- Од шале до сатире, сатиричне песме, Загреб 1900;
- Васкрсеније Краљевића Марка, спев, Загреб 1901;
- Шарена галерија, сатиричне приче, Београд 1931;
- Са старих жица, Београд 1931;
- У граду жалости, Београд 1940.

## Легат породице Бешевић у Удружењу „Адлигат”
Удружење за културу, уметност и међународну сарадњу „Адлигат” формирало је 2012. године Легат породице Бешевић у оквиру Музеја српске књижевности. Легат се састоји од библиотека и предмета Стевана Бешевића, његовог сина Николе Бешевића и ћерке Милице Бешевић, српских академских сликара, потом Стевановог унука Иве Бешевића, чувеног дечјег хирурга, и унуке Иванке Бешевић, новинарке Политике. Легат је основала Вукица Бешевић, супруга Иве Бешевића, дипл. филозоф и члан оснивач Удружења „Адлигат”. Вукица је Удружењу уступила и сва ауторска права на писана дела проф. др Иве Бешевића и Николе Бешевића.
У легату се налази велики број предмета, укључујући етнографске предмете из Санџака из 18. и 19. века, штап краља Милана Обреновића са његовим монограмом и колекција уметничких слика. Од значајних предмета, поред поменутог, издвајају се и радио из прве серије радио апарата увезених у Србију, као и путнички ковчег-шкриња из 19. века који је припадао Алиси Бешевић, ћерки Ханса Ерјапеа, царског поморског адвоката, а супрузи Николе Бешевића и Ивиној мајки. Овај старински ковчег за пренос ствари, у коме је Алиса носила своју одећу када је бежала из Петрограда после Октобарске револуције, претходно је био на Светској изложби у Паризу 1900. године, за коју је изграђена Ајфелова кула, и тада је проглашен најлепшим предметом у својој категорији. О овоме сведоче златни печати и натпис Grand Prix Paris 1900 („главна награда” на франц.) у унутрашњости ковчега.
У оквиру Библиотеке Лазић, која је део Удружења „Адлигат”, целокупна Колекција медицине носи име „Иво и Вукица Бешевић”.

## Галерија
- Насловна страна књиге Моји записници, слике и успомене (1897)
- Насловна страна књиге На Голготу (1920)